# Club Nintendo Awards 1999
Club Nintendo Awards 1999 hölls i slutet av 1999, och var en röstning av 1900-talets bästa Nintendo-spel.

## Resultaten
Procentantalet anger hur många procent av rösterna spelet fick av det totala antalet röster i den kategorin.
- Bästa grafik
  1. The Legend of Zelda: Ocarina of Time, Nintendo 64 (46,4%)
  2. Donkey Kong 64, Nintendo 64 (23,8%)
  3. Donkey Kong Country, SNES (5,3%)
- Bästa musik
  1. The Legend of Zelda: Ocarina of Time, Nintendo 64 (33,3%)
  2. Donkey Kong 64, Nintendo 64 (10,4%)
  3. The Legend of Zelda: A Link to the Past, SNES (6,3%)
- Bästa fightingspel
  1. Super Smash Bros, Nintendo 64 (50,4%)
  2. Street Fighter II, SNES (14,0%)
  3. Killer Instinct Gold, Nintendo 64 (5,4%)
- Bästa äventyr/rollspel
  1. The Legend of Zelda: Ocarina of Time, Nintendo 64 (45,6%)
  2. Pokémon, Game Boy (13,5%)
  3. The Legend of Zelda: A Link to the Past, SNES (9,0%)
- Bästa actionspel
  1. Goldeneye 007, Nintendo 64 (72,5%)
  2. Jet Force Gemini, Nintendo 64 (8,0%)
  3. Super Metroid, SNES (2,9%)
- Bästa sportspel
  1. 1080° Snowboarding, Nintendo 64 (17,2%)
  2. Mario Golf, Nintendo 64 (12,9%)
  3. NHL 99, Nintendo 64 (12,1%)
- Bästa racingspel
  1. Mario Kart 64, Nintendo 64 (40,0%)
  2. Diddy Kong Racing, Nintendo 64 (15,2%)
  3. Super Mario Kart, SNES (13,1%)
- Bästa pussel/strategispel
  1. Tetris, Game Boy (26,0%)
  2. Pokémon, Game Boy (8,7%)
  3. Command & Conquer 64/Worms Armageddon, Nintendo 64 (6,7%)
- Bästa plattformsspel
  1. Donkey Kong 64, Nintendo 64 (20,7%)
  2. Super Mario 64, Nintendo 64 (13,6%)
  3. Super Mario Bros, NES (12,1%)
- Bästa spel
  1. The Legend of Zelda: Ocarina of Time, Nintendo 64 (43,8%)
  2. Donkey Kong 64, Nintendo 64 (11,2%)
  3. Pokémon, Game Boy (10,7%)
  4. Super Mario Bros, NES (5,3%)
  5. Goldeneye 007, Nintendo 64 (4,7%)